# 群馬県道68号桐生伊勢崎線
群馬県道68号桐生伊勢崎線（ぐんまけんどう68ごう きりゅういせさきせん）は、群馬県桐生市から伊勢崎市に至る県道（主要地方道）である。

## 概要
桐生、伊勢崎という群馬県内の主要都市間を結ぶ重要な幹線道路であり、また国道50号から北関東自動車道伊勢崎ICへのアクセスルート（北関東道が一部開通にとどまっている2006年現在）でもあるため、交通量が多い道路である。
みどり市笠懸町阿左美で、東武桐生線阿左美駅と直結している。
1993年（平成5年）の国道462号新設の際、伊勢崎市平和町交差点から終点までが国道462号との重複区間となった。その後、同国道の路線変更により重複は解消された。

### 路線データ
- 総延長：約16.5 km[要出典]
- 起点：群馬県桐生市本町5丁目（本町5丁目交差点、群馬県道3号前橋大間々桐生線・群馬県道66号桐生田沼線交点）
- 終点：群馬県伊勢崎市本町（本町4丁目交差点、群馬県道2号前橋館林線・群馬県道14号伊勢崎深谷線交点）

## 歴史
- 1993年（平成5年）5月11日 - 建設省から、県道桐生伊勢崎線が桐生伊勢崎線として主要地方道に指定される[1]。

- 2014年（平成26年）- 前述した道路改良工事の事業開始。

- 2018年（平成30年）3月22日 - 現在の経路に切り替えられる。これにより桐生大橋まで直結した。

- 2019年（令和元年）- 工事に本格着手。

- 2025年（令和7年）3月31日 - みどり市笠懸町阿左美 - 太田市大原町（大原上西交差点）(3.2 km) が4車線化[2]。

## 路線状況

### 重複区間
- 群馬県道294号国定藪塚線（伊勢崎市国定町 地内）
- 群馬県道291号境木島大間々線（伊勢崎市東町 地内）

## 地理

### 通過する自治体
- 桐生市
- みどり市
- 太田市
- 伊勢崎市

### 交差する道路

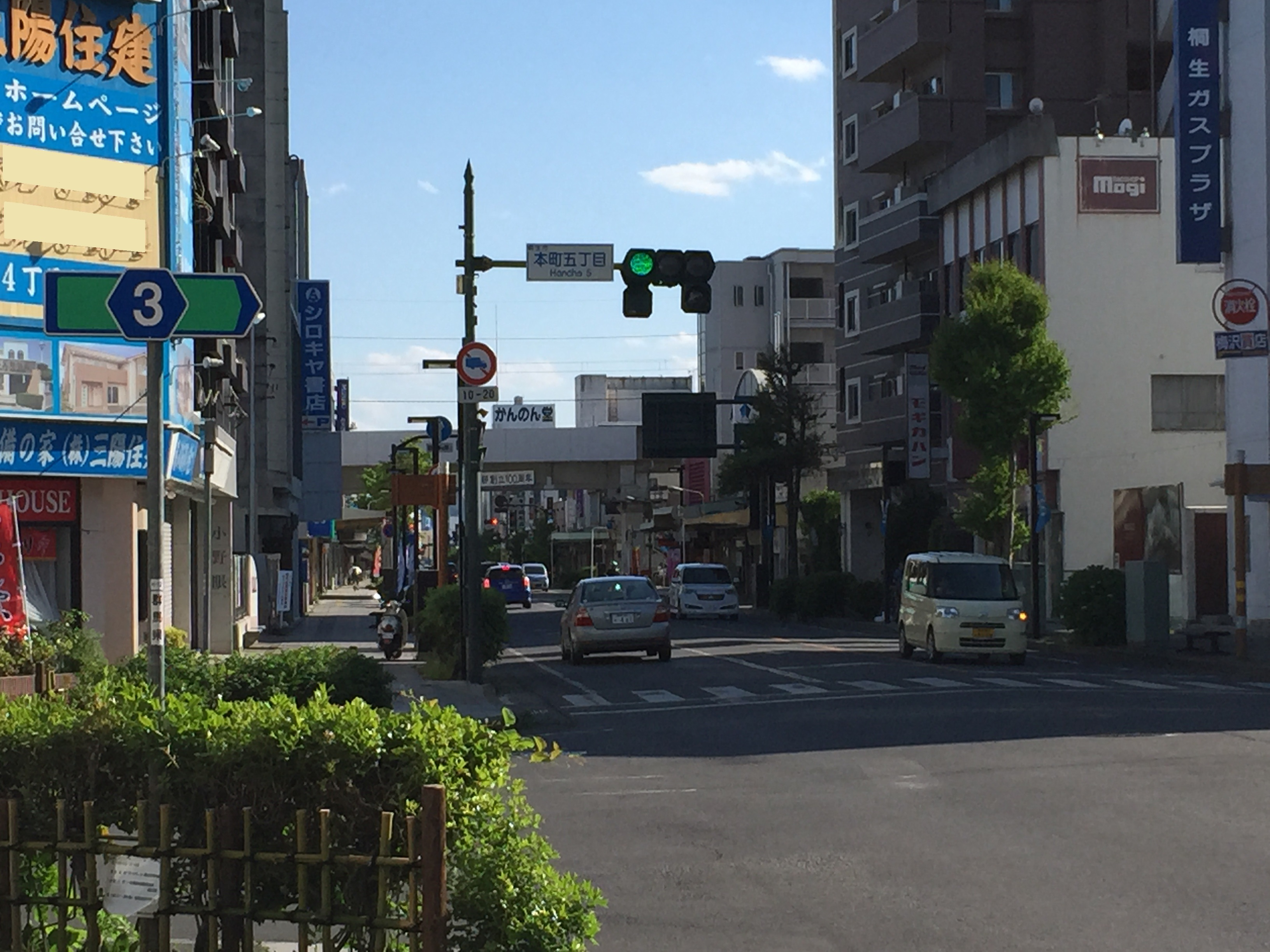
桐生市・本町5丁目交差点
（起点、2015年5月）
正面方向が当路線である

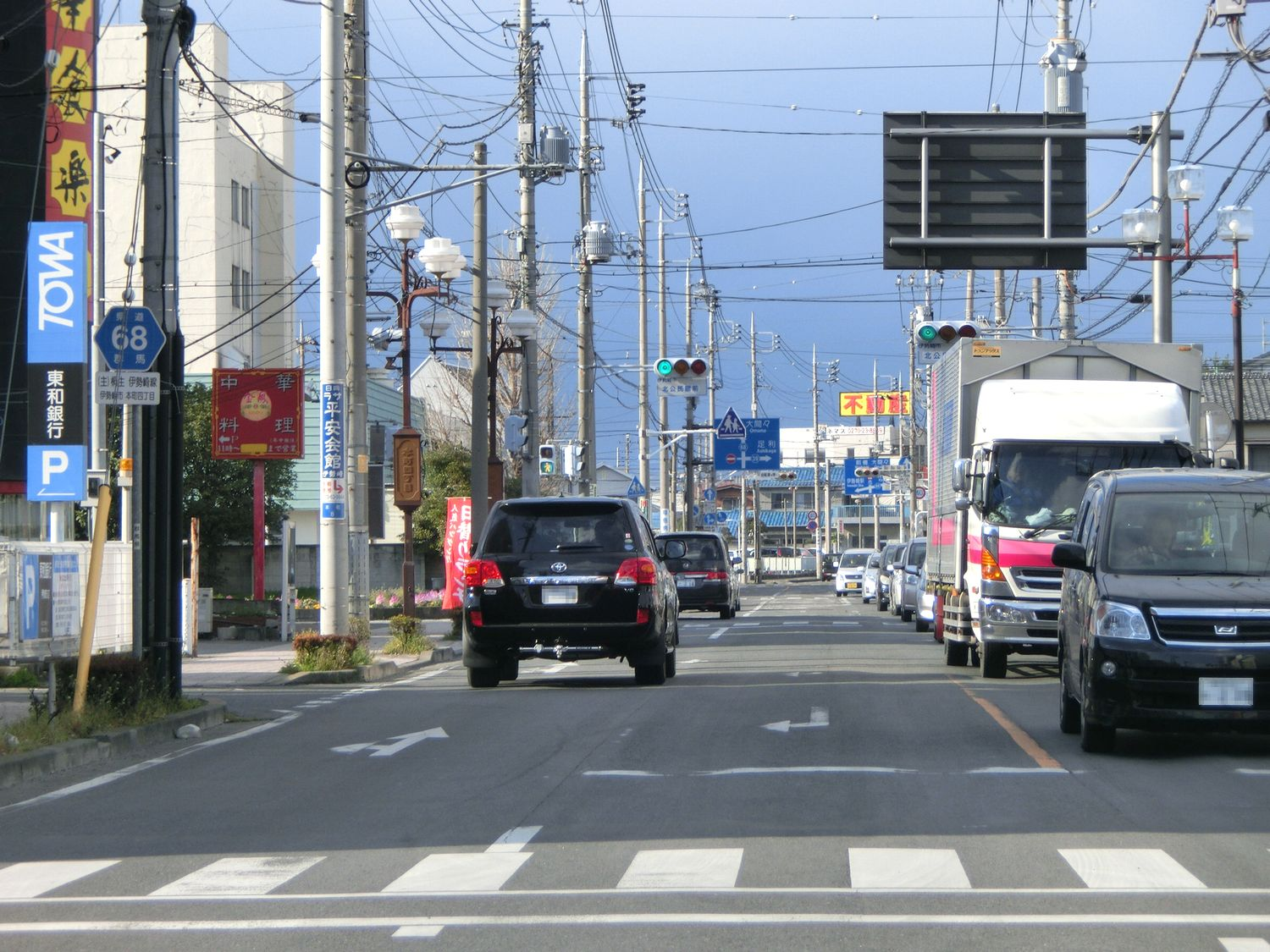
伊勢崎市本町付近

- 群馬県道3号前橋大間々桐生線・群馬県道66号桐生田沼線（桐生市・本町5丁目交差点、起点）
- 群馬県道67号桐生岩舟線（桐生市・錦町十字路交差点）
- 国道122号（桐生市・広沢町1丁目交差点）
- 群馬県道350号新桐生停車場線（桐生市広沢町2丁目）
- 群馬県道68号桐生伊勢崎線 新道（みどり市笠懸町阿左美）
- 群馬県道78号太田大間々線（みどり市笠懸町阿左美下原）
- 群馬県道69号大間々世良田線（太田市大原上）
- 群馬県道315号大原境三ツ木線（太田市大原町・大原上西交差点）
- 群馬県道294号国定藪塚線（伊勢崎市国定町）
- 群馬県道294号国定藪塚線（伊勢崎市国定町）
- 群馬県道291号境木島大間々線（伊勢崎市東町）・東町交差点
- 群馬県道291号境木島大間々線（伊勢崎市東町・東町交差点）
- 国道17号上武道路（伊勢崎市東小保方町）
- 群馬県道293号香林羽黒線（伊勢崎市上諏訪町／昭和町／宮前町）
- 国道462号（伊勢崎市昭和町／宮前町）
- 群馬県道73号伊勢崎大間々線（伊勢崎市・平和町交差点）
- 群馬県道39号足利伊勢崎線（伊勢崎市・福島病院前交差点）
- 群馬県道2号前橋館林線・群馬県道14号伊勢崎深谷線（伊勢崎市・本町4丁目交差点、終点）

新道
- 国道122号（桐生市相生町1丁目）
- 国道50号（みどり市笠懸町阿左美）
- 群馬県道68号桐生伊勢崎線 現道（みどり市笠懸町阿左美）